# حق مشروع (مسلسل)
حق مشروع هو مسلسل درامي مصري من إنتاج عام 2007. المسلسل من إخراج رباب حسين، وتأليف محمد صفاء عامر، ومن بطولة حسين فهمي، و‌عبلة كامل، و‌سمير صبري، و‌رجاء الجداوي، و‌إيمان العاصي.

## ملخص القصة
- يشعر الزناتي بالغيرة من أخيه مصباح، خاصة بعد خطوبة ابنته فُتنة مما بدد أطماعه في ثروته، فيستأجر شقى لقتل أخيه، والزواج من زوجة أخيه ويستولي على أرضه ويقرر الزواج من فتاة صغيرة، وفي ليلة عرسه، تتحدث المفاجأة.[4]

## طاقم التمثيل
- حسين فهمي
- عبلة كامل
- سمير صبري
- رجاء الجداوي
- إيمان العاصي
- أحمد صلاح السعدني
- نجوان وحيد
- محمد امبابي
- شريف العجمي
- أحمد الشافعي
- وحيد السنباطي